# Aquel famoso Remington
Aquel famoso Remington es una película mexicana estrenada el 23 de julio de 1982, interpretada y dirigida por Gustavo Alatriste.

## Argumento
Narra la historia de "Don Rodolfo", apodado "El Remington", especialista en asesinatos 
políticos. Fue un famoso pistolero mujeriego sin escrúpulos de los años 1930, y matón a sueldo del gobierno de aquel entonces, que muere trágicamente en un duelo contra un militar que lo perseguía desde tiempo atrás por sus asesinatos políticos, donde los dos contendientes se matan entre sí cuando coinciden en una cantina.
El verdadero nombre de "El Remington" era Rodolfo Álvarez del Castillo y Rojas y fue cuñado de María Félix, "La Doña".
El Remington fue un pistolero a sueldo al servicio del Gobierno de aquel entonces.

## Reparto
El reparto de la película es el siguiente: 
- Ana Luisa Peluffo
- Sonia Infante
- Blanca Guerra
- Julissa
- Arlette Pacheco
- Noe Murayama
- Jorge Martínez de Hoyos
- Antonio Medellín
- Jorge Victoria
- Araceli Aguilar